# Declan Rudd
Declan Rudd (Diss, 16 gennaio 1991) è un ex calciatore inglese, di ruolo portiere.

## Carriera

### Nazionale
Ha partecipato agli Europei Under-21 del 2013.

## Palmarès

### Club

#### Competizioni nazionali
- Football League One: 1

Norwich City: 2009-2010